# From Under the Cork Tree
| 전문가 평가                   | 전문가 평가 |
| 평가 점수                     | 평가 점수   |
| 출처                          | 점수        |
| ----------------------------- | ----------- |
| AllMusic                      | [ 2 ]       |
| Alternative Press             | [ 3 ]       |
| The Boston Phoenix            | [ 4 ]       |
| Entertainment Weekly          | B+          |
| IGN                           | 3.6/10      |
| Rolling Stone                 | [ 7 ]       |
| The Rolling Stone Album Guide | [ 8 ]       |
| USA Today                     | [ 9 ]       |
| The Village Voice             | C+          |

《From Under the Cork Tree》는 2005년 5월 3일 아일랜드 레코드를 통해 밴드의 주요 레이블 데뷔 음반으로 발매된 미국의 록 밴드 폴 아웃 보이의 두 번째 스튜디오 음반이다. 이 음악은 리드 보컬리스트이자 기타리스트인 패트릭 스텀프에 의해 작곡되었는데, 베이시스트인 피트 웬츠가 모든 가사를 썼으며, 2003년 이전의 노력인 《Take This to Your Grave》에서 밴드의 작곡 방식을 이어갔다. 닐 애브론은 생산 업무를 처리했다. 이 음반에 실린 서정적인 주제에 대해 언급하면서, 웬츠는 이 가사가 "자신의 삶을 보는 것과 어울리는 불안과 우울"에 관한 것이라고 말했다. 그들의 발매를 지원하기 위해 그 그룹은 전세계에 헤드라인 투어를 하고 다양한 뮤직 페스티벌에서 연주를 했다. Black Clouds and Underdogs Tour를 위해 이 음반은 신곡과 리믹스가 수록된 《From Under the Cork Tree (Limited "Black Clouds and Underdogs" Edition)》로 다시 발매되었다.
이 음반은 폴 아웃 보이의 획기적인 성공이었다. 리드 싱글인 〈Sugar, We're Goin Down〉이 발췌한 이 음반은 미국 빌보드 200에서 9위로 데뷔했는데, 이는 2주 연속 판매량 16만 8천장으로 첫 10위 안에 머물며 밴드에 첫 번째 10위 안에 들었고 가장 긴 차트 작성과 베스트셀러 음반이 되었다. 이것은 78개의 차트 주 중 상위 20위 안에 14주 동안 들었다. 싱글뿐만 아니라 음반도 여러 개의 상을 수상하여 트리플 플래티넘의 지위를 획득하였다. 이 음반은 2007년 현재 미국에서 350만 장 이상 팔렸고, 전 세계적으로 400만 장 이상이 팔렸다. 2013년 2월 현재 《From Under the Cork Tree》는 370만 미국 판매를 기록하고 있다. 이 음반은 빌보드 핫 100에서 각각 8위와 9위로 정점을 찍고 팝과 얼터너티브 방송국에서 정규 라디오 플레이를 받는 등 매우 인기 있는 두 개의 히트 싱글인 〈Sugar, We're Goin Down〉과 〈Dance, Dance〉를 프로듀싱을 했다. 2005년에 이 음반은 "미국에서 가장 많이 팔린 100대 음반"에서 2,654,320장의 판매로 18위에 올랐고, IFPI가 선정한 "2005년 베스트셀러 음반 50위"에서 43위에 올랐다. 국제적으로 그것은 영국과 캐나다에 영향을 미쳤다.

## 배경
폴 아웃 보이는 2001년 일리노이주 시카고 근처에서 결성되었다. 이 밴드는 같은 해 자체 공개 데모로 데뷔하였고, 2002년에는 라이징 레코드를 통해 《Project Rocket》과 함께 분열된 EP를 발매하였다. 첫 번째 미니 음반인 《Fall Out Boy's Evening Out with Your Girlfriend》는 2002년에 녹음되었으나 밴드의 바람에 반하여 2003년에 업라이징 레코드에 의해 발매되었다. 두 음반 모두 폴 아웃 보이가 인터넷에서 악명을 얻고 음반사들로부터 관심을 얻는데 도움을 주었다. 이 밴드는 인디 레이블 퓨얼드 바이 라멘과 계약을 체결하였고, 《Take This to Your Grave》의 제작에 자금을 지원한 주요 레이블 아일랜드 레코드로부터 수익을 얻었다. 《Take This to Your Grave》는 언더그라운드 성공을 거두었고, 밴드가 헌신적인 팬층을 얻는데 도움을 주었다. 2004년 11월 새로운 음반 작업을 시작하기 위해 스튜디오로 돌아왔다.
그러나, 새로운 음반을 만드는 것에 대한 웬츠의 걱정이 자살 시도로 끝이 난 후, 밴드는 2005년 2월에 좌절을 겪었다. 웬츠는 "압도적이었습니다. 저는 완전히 불안하거나 완전히 우울했습니다. 여러분이 매우 큰 일을 하는 직전에 있고 그것이 큰 실패가 될 것이라고 생각할 때 특히 압도적입니다. 저는 자기 의심에 시달렸습니다."라고 설명했다. 치료를 받은 후, 웬츠는 그 밴드에 다시 합류했고 그 앨범을 녹음하기 위해 캘리포니아주 버뱅크로 향했다.

## 곡 목록
모든 곡들은 폴 아웃 보이에 의해 작사/작곡하였다.
| #   | 제목                                                                                           | 재생 시간 |
| --- | ---------------------------------------------------------------------------------------------- | --------- |
| 1.  | 〈Our Lawyer Made Us Change the Name of This Song So We Wouldn't Get Sued〉                    | 3:09      |
| 2.  | 〈Of All the Gin Joints in All the World〉                                                     | 3:11      |
| 3.  | 〈Dance, Dance〉                                                                               | 3:00      |
| 4.  | 〈Sugar, We're Goin Down〉                                                                     | 3:49      |
| 5.  | 〈Nobody Puts Baby in the Corner〉                                                             | 3:21      |
| 6.  | 〈I've Got a Dark Alley and a Bad Idea That Says You Should Shut Your Mouth (Summer Song)〉    | 3:11      |
| 7.  | 〈7 Minutes in Heaven (Atavan Halen)〉                                                         | 3:02      |
| 8.  | 〈Sophomore Slump or Comeback of the Year〉                                                    | 3:23      |
| 9.  | 〈Champagne for My Real Friends, Real Pain for My Sham Friends〉                               | 3:23      |
| 10. | 〈I Slept with Someone in Fall Out Boy and All I Got Was This Stupid Song Written About Me〉   | 3:31      |
| 11. | 〈A Little Less Sixteen Candles, a Little More "Touch Me"〉                                    | 2:49      |
| 12. | 〈Get Busy Living or Get Busy Dying (Do Your Part to Save the Scene and Stop Going to Shows)〉 | 3:27      |
| 13. | 〈XO〉                                                                                         | 3:40      |

## 인증
| 국가                       | 인증        | 판매량/출하량 |
| -------------------------- | ----------- | ------------- |
| 캐나다 (뮤직 캐나다)       | 2× 플래티넘 | 200,000^      |
| 영국 (BPI)                 | 플래티넘    | 300,000^      |
| 미국 (RIAA)                | 2× 플래티넘 | 2,000,000^    |
| ^출하량을 기반으로 한 인증 |             |               |